# ان‌جی‌سی ۱۶۸۳
ان‌جی‌سی ۱۶۸۳ (انگلیسی: NGC 1683) یک کهکشان مارپیچی در صورت فلکی شکارچی است. این کهکشان در سال ۱۸۵۰ توسط ستاره شناس ایرلندی ویلیام بارسونز کشف شد.